# Repertoár
Repertoár (též také repertoire) je slovo pocházející z francouzštiny a označuje soubor divadelních her nebo hudebních skladeb, které má na programu umělec či umělecký soubor. Přípravou repertoáru se u velkých uměleckých souborů a těles zabývá umělecký obor dramaturgie, pracovníci působící v tomto uměleckém oboru se nazývají dramaturgové.